# Диводороден пероксид
Водороден пероксид  H2O2, познат още под названията перхидрол, кислородна вода и остарялото водороден прекис, е неорганично химично съединение. Той е най-простият пероксид. За първи път е изолиран през 1848 година от Луи Жак Тенар.

## Физични свойства
H2O2 е бистра безцветна течност с остра миризма. Когато е концентриран, придобива бледосин цвят. Смесва се с вода във всякакви съотношения. Концентрираните му водни разтвори са взривоопасни. Топи се при -0,432 °C (272,72 K), кипи при 150,2 °C (423,35 K).

## Химични свойства
Кислородните атоми в молекулата са свързани, което отличава пероксидите от оксидите. Кислородният атом в съединението е в отрицателна първа степен на окисление. Водородният пероксид е много силен окислител. В практиката 30% разтвор е известен под името перхидрол и се използва за изрусяване на коса, а 3% – като кислородна вода, която се използва в медицината за промивки (дезинфекция).
Водородният пероксид се разлага на кислород и вода при нагряване, под въздействието на ултравиолетови лъчи, а също така в присъствието на йони на преходните метали. Силен окислител е. Получава се при взаимодействие на кислород и атомен водород.
При взаимодействие със сребро се разлага с бурна екзотермична реакция и се отделя пара. По този метод в САЩ е направена първата ракетна раница.

## Употреба
Водородният пероксид се използва за избелване на вълнени и памучни тъкани, кожи, слама, пожълтели пластмасови изделия и в производството на хартия; в медицината – като дезинфектант; в бита – за изрусяване на коси. Използва се в САЩ като водещо вещество при производството на препарати за избелване на зъбите.
Под името T-stoff е ползван за окислител в ракетния двигател на Месершмит 163, единственият боен ракетоплан, влязъл в серийно производство някога.

## Медицинска употреба
Течност от 3% водороден прекис (кислородна вода) се използва за дезинфекция на рани и леки порязвания.